# Geolycosa habilis
Geolycosa habilis är en spindelart som beskrevs av Roewer 1960. Geolycosa habilis ingår i släktet Geolycosa och familjen vargspindlar. Inga underarter finns listade i Catalogue of Life.